# 里奇·弗拉姆
里奇·弗拉姆（英語：Richie Frahm，1977年8月14日—），美国NBA联盟前职业篮球运动员。